# بازی (فیلم ۲۰۱۱)
بازی (سوئدی: Play) فیلمی در ژانر درام به کارگردانی روبن اوستلوند محصول کشور سوئد است که در سال ۲۰۱۱ منتشر شد. این فیلم با الهام از پرونده‌های قضایی واقعی ساخته شده و روایتگر گروهی از پسران جوان است که سه قربانی هم‌سن‌وسال خود را در مرکز یوتبری فریب داده و می‌ترسانند و دارایی‌های آنها و بی‌گناهی ذاتی‌شان را به سرقت می‌یرند. فیلم بازی یک اثر غم‌انگیز است که به باور برخی منتقدان بهترین اثر کارگردان و یکی از پیچیده‌ترین قطعات سینمای مدرن اروپا به شمار می‌آید. این فیلم در سال ۲۰۱۲ برنده جایزه انجمن فیلم منطقه نوردیک شد.

## داستان
بازی نمایشگر یک رویداد نژادپرستانه بر پایه وقایعی است که چندین سال پیش در سوئد رخ داد. گروهی از نوجوانان قلدر آفریقایی، سه پسربچه از طبقه متوسط که کمی کوچک‌تر از آنها و خجالتی هستند را تعقیب می‌کنند؛ دو نفر از آن پسربچه‌ها سفیدپوست سوئدی و یکی آسیایی است. دو پسربچه سوئدی برای صلح با پسران آفریقایی، دوست آسیایی‌شان را واسطه قرار می‌دهند. روند داستان، پرسش‌هایی چالش برانگیز را در رابطه با پذیرش جامعه چندفرهنگی در جامعه سوئد مطرح می‌کند.